# Conflans-sur-Loing
 Conflans-sur-Loing  es una población y comuna francesa, situada en la región de Centro, departamento de Loiret, en el distrito de Montargis y cantón de Amilly.

## Demografía
| 183 | 196 | 217 | 262 | 286 | 359 |
| Para los censos de 1962 a 1999 la población legal corresponde a la población sin duplicidades (Fuente: INSEE [Consultar]) |     |     |     |     |     |

## Personas vinculadas
- Jacques Massu, militar.